# Nanorana yunnanensis
Nanorana yunnanensis är en groddjursart som först beskrevs av Anderson 1879.  Nanorana yunnanensis ingår i släktet Nanorana och familjen Dicroglossidae. IUCN kategoriserar arten globalt som starkt hotad. Inga underarter finns listade i Catalogue of Life.